# Hundsweihersägemühle
Hundsweihersägemühle ist ein früheres Sägewerk und mittlerweile ein Wohnplatz, der zur Ortsgemeinde Heltersberg gehört.

## Lage
Das ehemalige Sägewerk liegt am Hundsbächel etwas oberhalb von dessen Mündung in den Schwarzbach. Dort gibt es einen Campingplatz und am zum Hundsweiher gestauten Bach eine Gaststätte. In nächster Umgebung befindet sich außerdem der Clausensee. Weiter westlich verläuft das Dinkelsbächel.

## Anbindung
Wanderwege wie der Fernwanderweg Saar-Rhein-Main führen durch den Heltersberger Wald zu der namensgebenden Ortsgemeinde.